# Giuseppe Ghislanzoni
Giuseppe Maria Emilio Carlo Alessandro Ghislanzoni (Calco, 22 dicembre 1897 – Asiago, 26 febbraio 1918) è stato un aviatore italiano.
Sottotenente del Servizio Aeronautico del Regio Esercito, cadde in combattimento durante la prima guerra mondiale, e fu decorato con Medaglia d'argento al valor militare alla memoria.

## Biografia
Nacque a Vescogna il 22 dicembre 1897, figlio di Carlo e Alessandra Serassi. Allo scoppio della prima guerra mondiale si arruolò volontario nel Regio Esercito con il grado di sottotenente di complemento, venendo assegnato all'Arma di Cavalleria. Appassionatosi al mondo dell'aviazione chiese, ed ottenne, di frequentare la scuola di pilotaggio di Pisa e successivamente quella di Busto Arsizio. Conseguito il brevetto di pilota militare, il 5 ottobre 1915 è nella 4ª Squadriglia per l'artiglieria e nel gennaio del 1916 fu mandato al fronte, il 15 aprile è nella 31ª Squadriglia, il 1º gennaio 1917 nella 48ª Squadriglia e dopo essersi rimesso da un incidente aereo, gli fu assegnato un biplano da caccia Nieuport-Macchi Ni.10.
Assegnato alla 70ª Squadriglia caccia del X Gruppo, nella quale prestarono servizio anche gli assi Francesco Baracca e Fulco Ruffo di Calabria, iniziò a volare a bordo dei Nieuport 17, transitando successivamente sugli Hanriot HD.1. A bordo del suo HD.1 la mattina del 26 febbraio 1918 decollò dall'aeroporto di Istrana, dove era stanziata la squadriglia ma in seguito ad un'avaria del motore dovette rientrare alla base per il cambio del velivolo. Tentò nuovamente di raggiungere i propri compagni di squadriglia ma fu intercettato da tre aerei austriaci con i quali ingaggiò un duro combattimento. Gravemente ferito dai proiettili delle mitragliatrici del Phönix D.I dell'asso Kurt Gruber, precipitò con il suo aereo in fiamme nei pressi del Monte Melago, vicino ad Asiago, dove trovò la morte. Per questa azione gli fu conferita la Medaglia d'argento al valor militare alla memoria.
Nel dopoguerra a Giuseppe Ghislanzoni fu intitolato il 6 aprile 1930 l'Aero Club di Como.